# Puget-Théniers
Puget-Théniers är en kommun i departementet Alpes-Maritimes i regionen Provence-Alpes-Côte d'Azur i sydöstra Frankrike. Kommunen ligger  i kantonen Puget-Théniers som ligger i arrondissementet Nice. År 2022 hade Puget-Théniers 1 803 invånare.

## Befolkningsutveckling
Antalet invånare i kommunen Puget-Théniers
Referens: INSEE

## Galleri

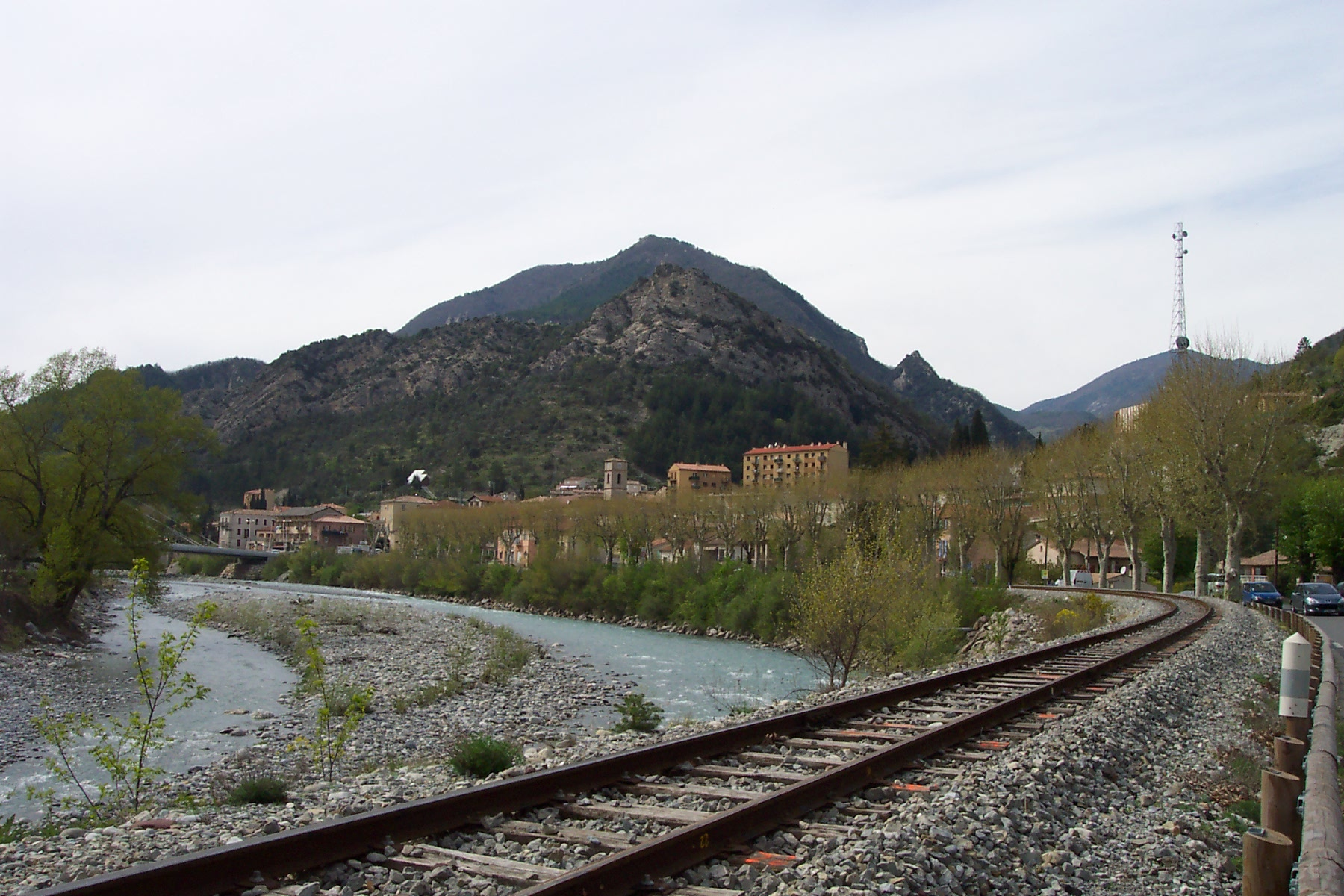
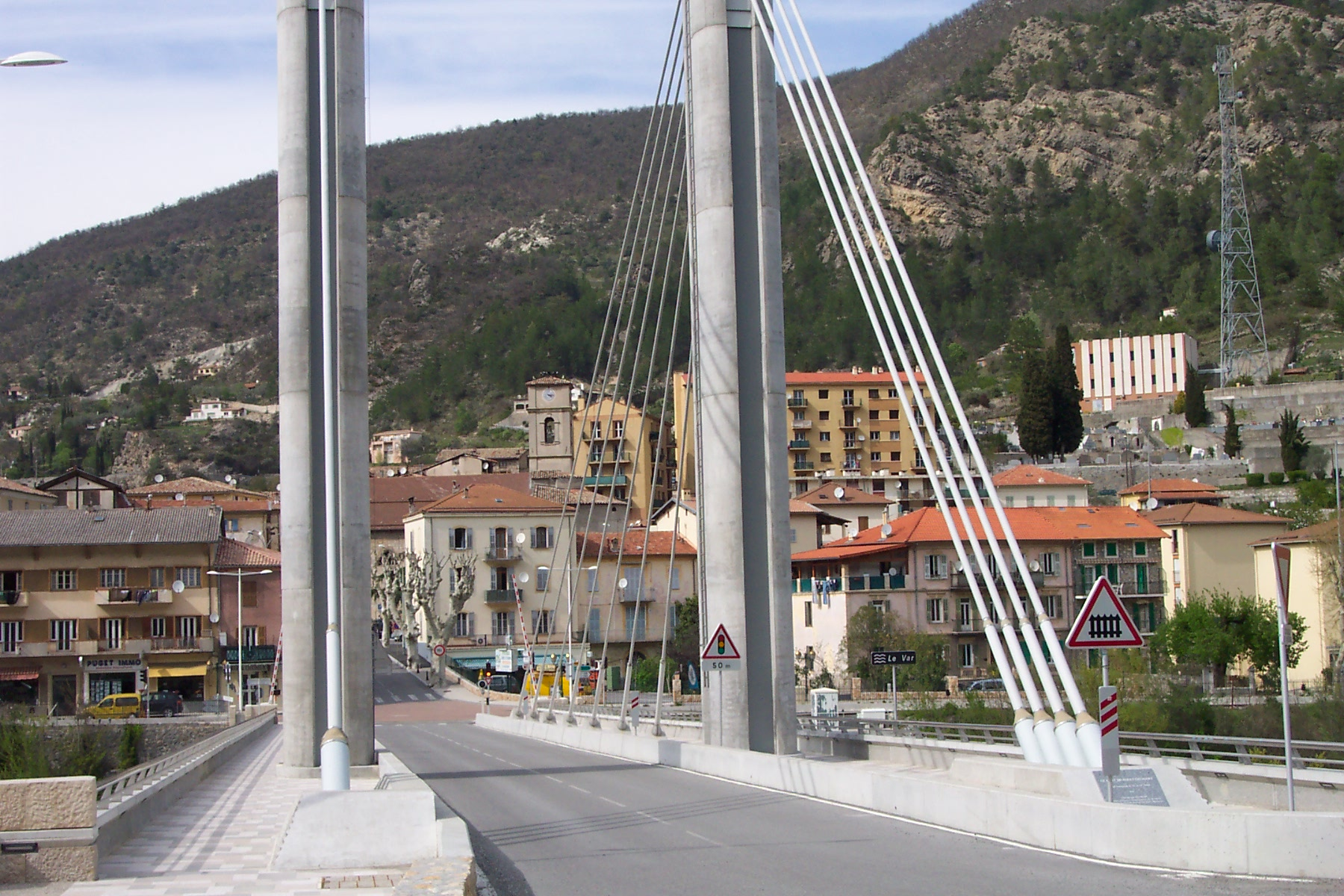
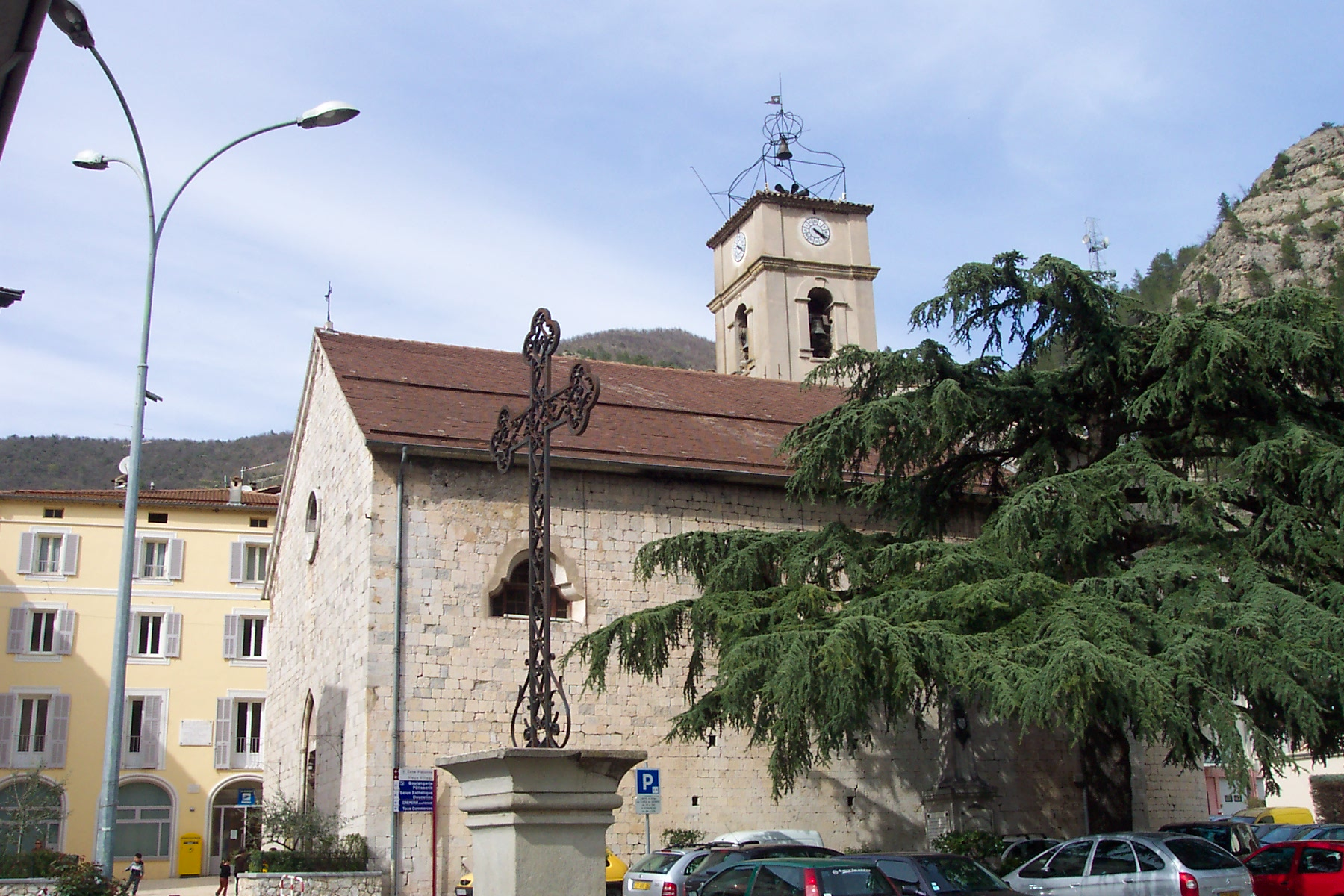
Kyrkan
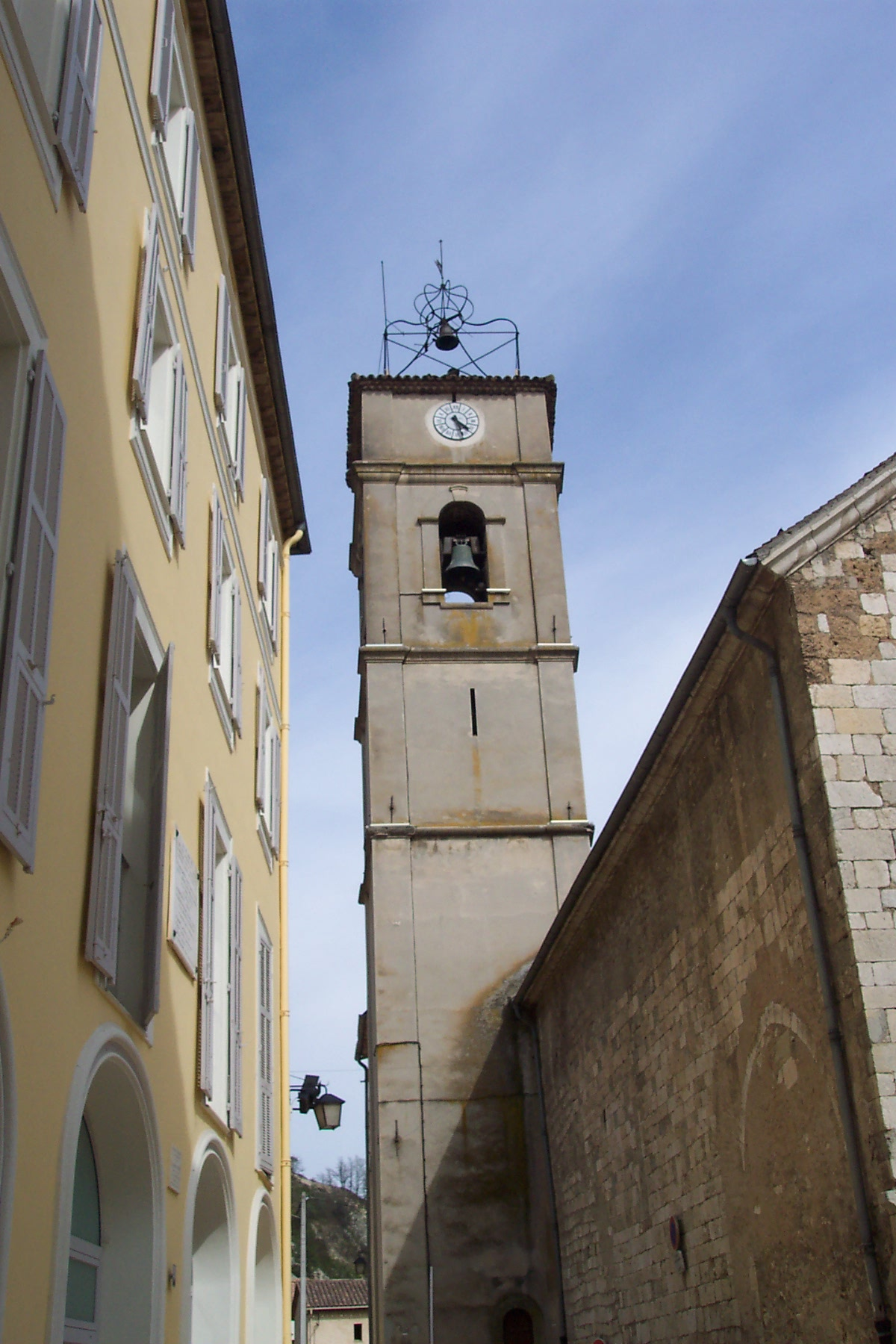
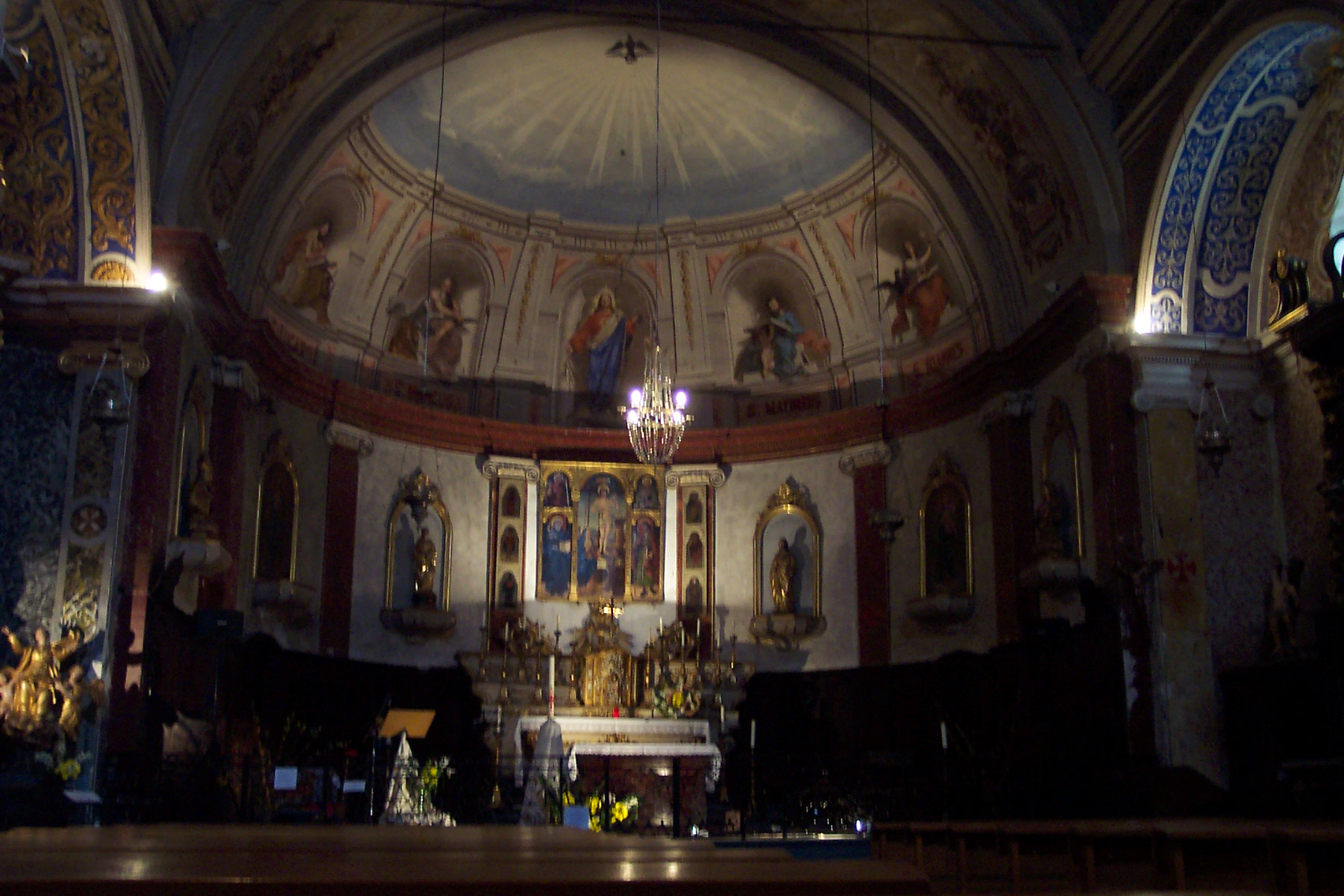